# جوزف آلتین
جوزف آلتین (انگلیسی: Josef Altin؛ زادهٔ ۱۲ فوریهٔ ۱۹۸۳) یک بازیگر اهل بریتانیا است. وی از سال ۱۹۹۹ میلادی تاکنون مشغول فعالیت بوده‌است. 
از فیلم‌ها یا برنامه‌های تلویزیونی که وی در آن نقش داشته است، می‌توان به چیزهای زیبای کثیف، قول‌های شرقی، ویکتوریای جوان، کودک ۴۴، رودخانه و محاکمه خدا اشاره کرد.